# NHL Stadium Series 2015

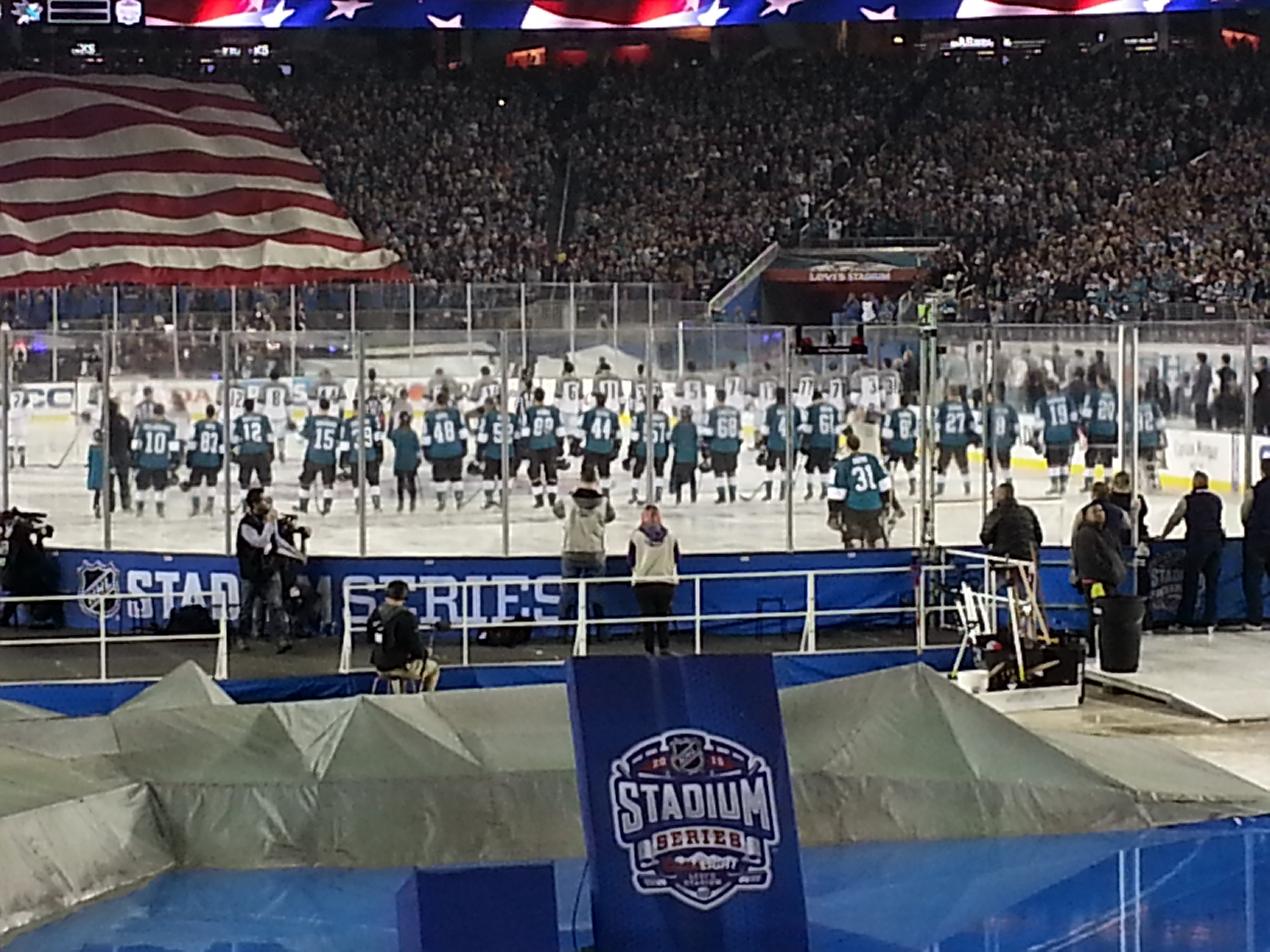
Aufstellung der Mannschaften vor Spielbeginn der NHL Stadium Series 2015

Die NHL Stadium Series 2015 war ein Freiluft-Eishockeyspiel, das am 21. Februar 2015 im Rahmen der Saison 2014/15 der National Hockey League (NHL) ausgetragen wurde. In dieser zweiten Auflage der NHL Stadium Series und dem fünften Spiel insgesamt – im Vorjahr hatten im Rahmen der Serie vier Spiele stattgefunden – gewannen die Los Angeles Kings im Levi’s Stadium von Santa Clara vor 70.205 Zuschauern mit 2:1 gegen den gastgebenden Lokalrivalen San Jose Sharks. In der Liste der Eishockeyspiele mit der höchsten Zuschauerzahl ordnete es sich damit zu diesem Zeitpunkt auf dem sechsten Rang ein.

## Hintergrund
Nach dem Erfolg der NHL Stadium Series 2014 im Dodger Stadium von Los Angeles kamen schnell Gerüchte auf, dass im folgenden Jahr ein Spiel in Nordkalifornien stattfinden sollte. Als potentielle Spielorte wurden das Levi’s Stadium, der AT&T Park und das Stanford Stadium in Betracht gezogen. Am 6. August 2014 wurde schließlich bekannt gegeben, dass das Levi’s Stadium als Austragungsort des Spiels zwischen den San Jose Sharks und den Los Angeles Kings den Zuschlag erhalten hatte.

### Sportliche Ausgangslage
Die San Jose Sharks gingen mit 68 Punkten in die Partie, hatten von den letzten sechs Spielen aber lediglich zwei gewonnen und daraus fünf Punkte geholt. Gemeinsam lagen sie mit den punktgleichen Calgary Flames auf dem letzten Wild-Card-Platz der zur Teilnahme an den Play-offs berechtigte. Die Los Angeles Kings gingen mit 66 Punkten und einer Siegesserie von sechs Spielen in die Begegnung. Zudem hatten sie weniger Saisonspiele als San Jose absolviert.

## Spiel

### Verlauf
Die Los Angeles Kings gingen im ersten Drittel früh durch Kyle Clifford in Führung, ehe San Jose noch kurz vor der Drittelpause durch Verteidiger Brent Burns ausgleichen konnte. Im zweiten Drittel drängten die Gastgeber auf den Führungstreffer, der ihnen aber verwehrt blieb. In die Drangphase San Joses hinein erzielte der Slowake Marián Gáborík in der Anfangsphase des Schlussabschnitts den späteren Siegtreffer für den amtierenden Stanley-Cup-Sieger.
| 21. Februar 2015 19:15 Uhr (Ortszeit) | San Jose Sharks Brent Burns (18:56) | 1:2 (1:1, 0:0, 0:1) Spielbericht | Los Angeles Kings Kyle Clifford (2:46) Marián Gáborík (44:04) | Levi’s Stadium, Santa Clara, Kalifornien Zuschauer: 70.205 |

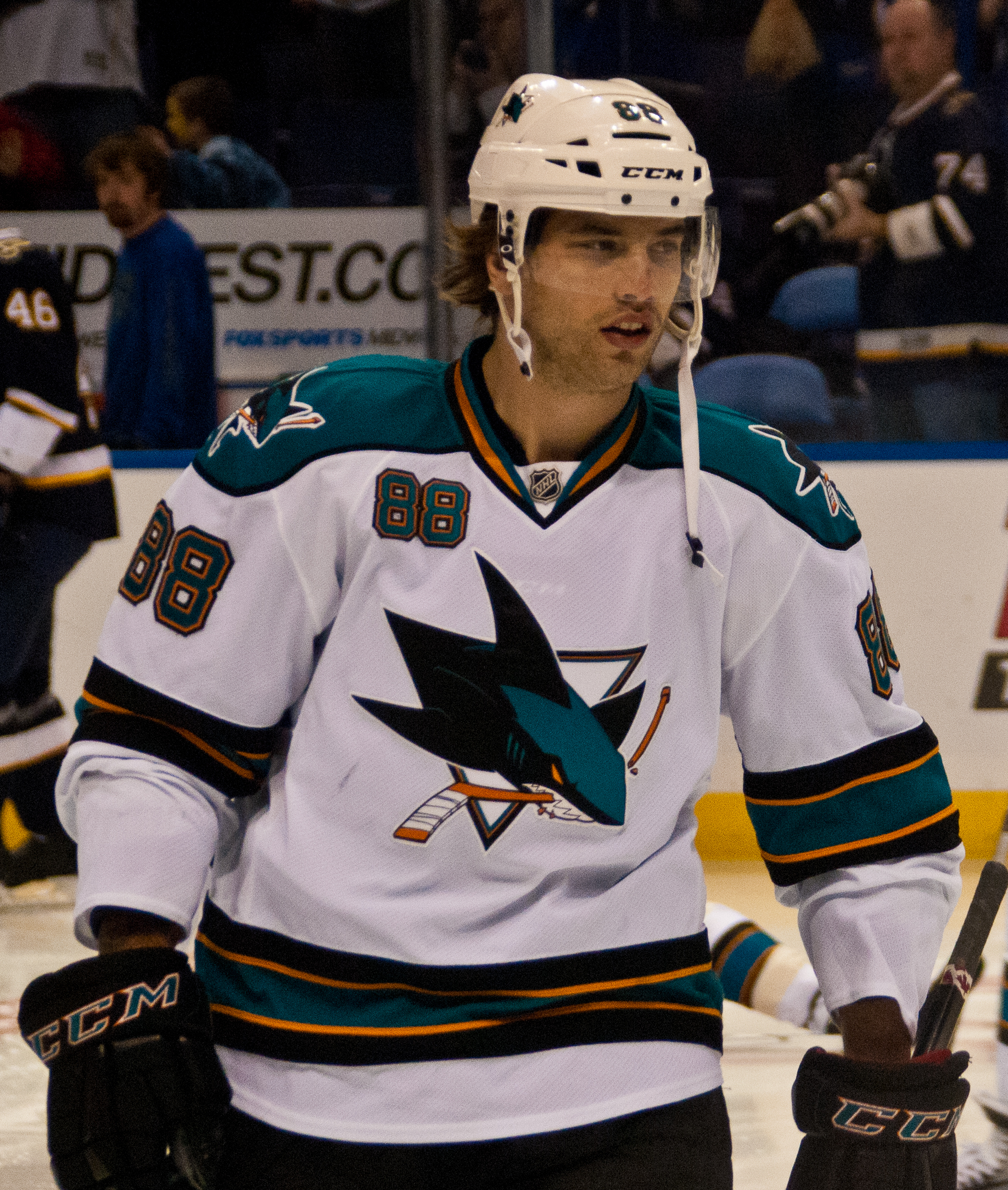
Brent Burns erzielte den zwischenzeitlichen Ausgleich für die San Jose Sharks

Als Three Stars wurden Jonathan Quick, Brent Burns und Marián Gáborík ausgezeichnet.
Durch den Sieg zogen die Los Angeles Kings in der Tabelle nach Punkten mit den San Jose Sharks gleich und belegten anschließend – aufgrund der weniger absolvierten Spiele – den letzten Wild-Card-Platz.

### Kader
| San Jose Sharks   | Torhüter: Antti Niemi, Alex Stalock 1 Verteidiger: Justin Braun, Brent Burns, Brenden Dillon, Scott Hannan, Matt Irwin, Marc-Édouard Vlasic (A) Angreifer: Logan Couture, Andrew Desjardins, Tomáš Hertl, Melker Karlsson, Tyler Kennedy, Patrick Marleau (A), Matt Nieto, Joe Pavelski (A), John Scott, James Sheppard, Joe Thornton (A), Tommy Wingels Cheftrainer: Todd McLellan Healthy Scratches: Barclay Goodrow, Mirco Müller, Chris Tierney |
| Los Angeles Kings | Torhüter: Martin Jones 1, Jonathan Quick Verteidiger: Drew Doughty, Matt Greene (A), Jamie McBain, Brayden McNabb, Jake Muzzin, Robyn Regehr Angreifer: Dustin Brown (C), Jeff Carter, Kyle Clifford, Marián Gáborík, Dwight King, Anže Kopitar (A), Trevor Lewis, Jordan Nolan, Nick Shore, Jarret Stoll, Tyler Toffoli, Justin Williams Cheftrainer: Darryl Sutter Healthy Scratches: Andy Andreoff, Derek Forbort, Alec Martinez                 |
|                   | 1 Stalock und Jones standen als Ersatztorhüter im Kader, kamen allerdings beide nicht zum Einsatz. |